# Medroxyprogesteron-injectie

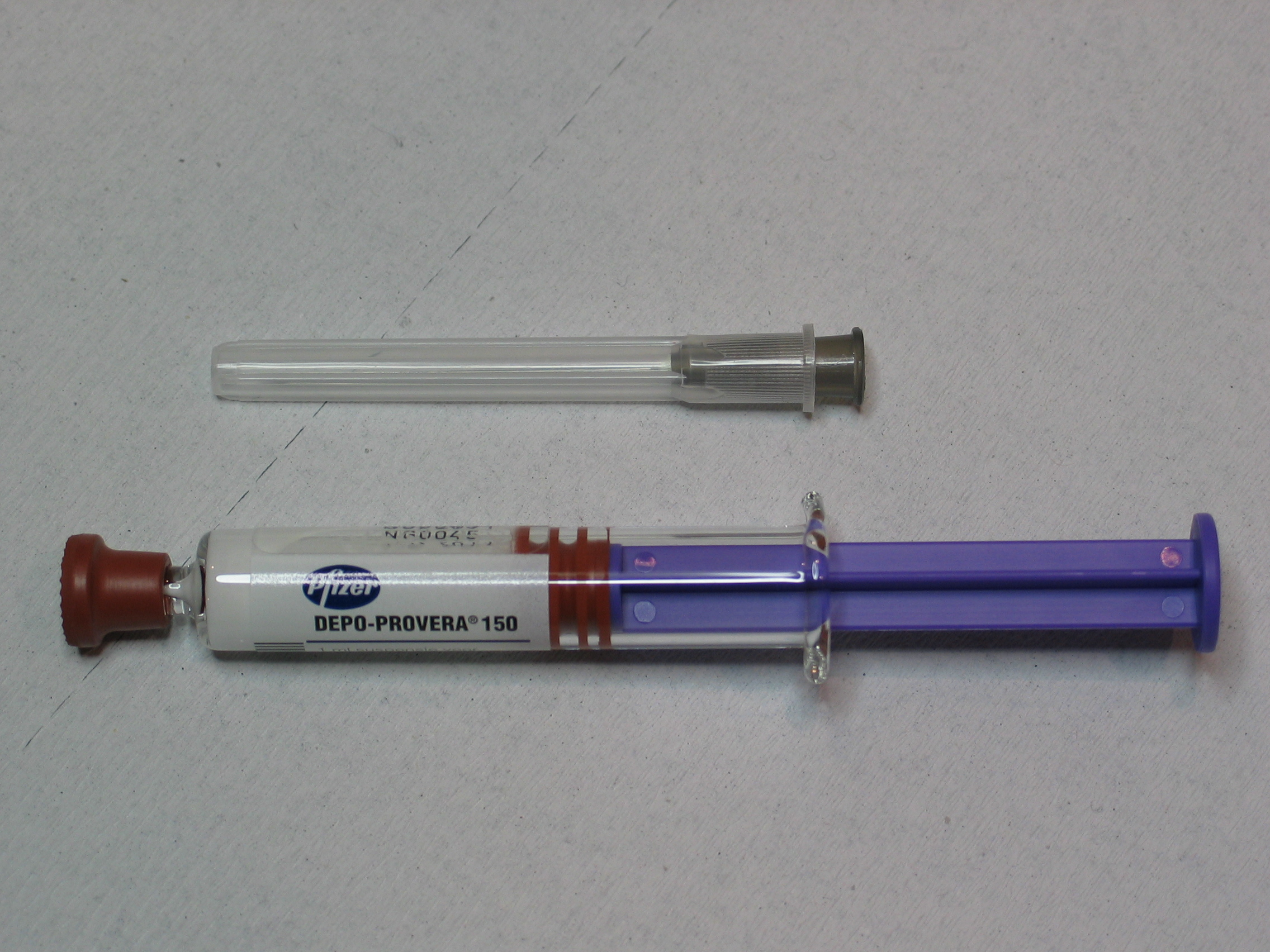
De prikpil met naald

De medroxyprogesteron-injectie (ook wel bekend als prikpil of onder de merknamen Sayana of Depo-provera) is een injectie die bedoeld is om zwangerschap te voorkomen (hormonaal contraceptivum). Ook bij de behandeling van bepaalde vormen van kanker kunnen progestagenen als medroxyprogesteron aangewend worden.

## Werking
Medroxyprogesteron heeft een remmende werking op de eisprong; er komt tijdens de menstruatiecyclus geen eicel vrij. Ook wordt de binnenkant van de baarmoeder minder geschikt voor het innestelen van een eventueel bevruchte eicel (blastocyste). Hierdoor kan de menstruatie verminderen of zelfs uitblijven.
De werking houdt een 12 weken aan.
De medroxyprogestoron-injectie wordt voorgeschreven in een lage dosering om zwangerschap te voorkomen en in een hogere dosering bij bepaalde vormen van kanker, zoals bij baarmoeder-, nier- en borstkanker.

## Samenstelling
Medroxyprogesteronacetaat is de werkzame stof in de prikpil. Deze stof is een vrouwelijk progestageenhormoon, dat ongeveer dezelfde werking heeft als het natuurlijke hormoon progesteron. Deze stof regelt samen met het oestrogeenhormoon de menstruatiecyclus. 
De injectie gebeurt intramusculair in de bilspier of de bovenarm en tevens is een onderhuidse toediening mogelijk bijvoorbeeld in de huid van de buik of het bovenbeen.